# 스칼렛 포머스

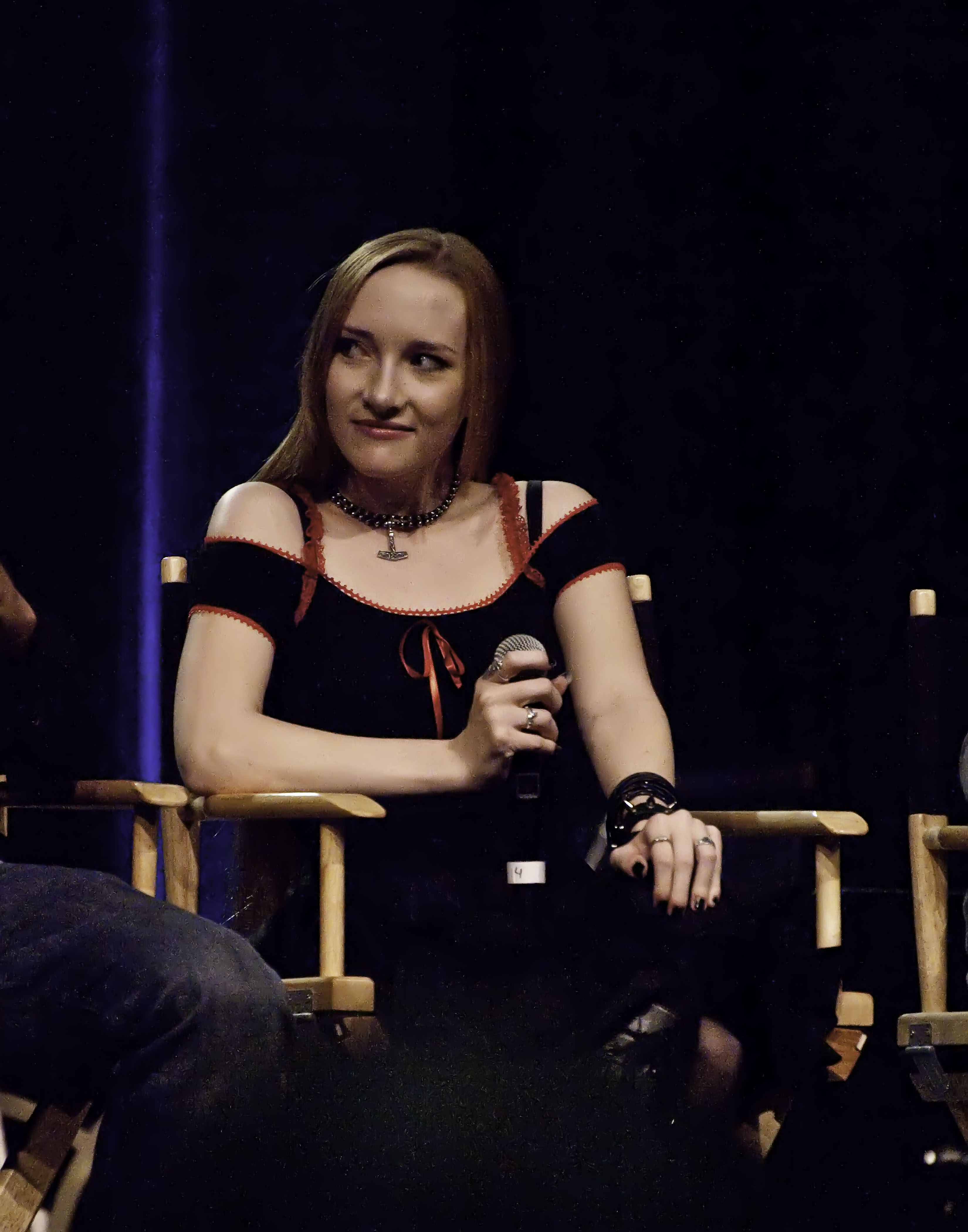

스칼렛 포머스(Scarlett Pomers, 1988년 11월 28일 ~ )는 미국의 배우, 가수, 텔레비전 배우, 영화배우이다.
리버사이드에서 태어났다.

## 방송
- 레바 시즌 6
- 레바 시즌 5
- 레바 시즌 4
- 레바 시즌 3
- 레바 시즌 2

## 영화
- 어 링 오브 엔드리스 라이트 (2002년)
- 레바 (2001년)
- 제페토 (2000년)
- 에린 브로코비치 (2000년)
- 해피 텍사스 (1999년)
- 위트와 슬라이 (1999년)
- 슬래피와 악동들 (1998년)